# Сібель Сібер
Сібель Сібер (прізвище при народженні Ададемір; нар.. 13 грудня 1960, Нікосія, Нікосія, Кіпр) — політик визнана тільки Туреччиною Турецької Республіки Північного Кіпру. Обіймала посаду прем'єр-міністра ТРПК з червня по вересень 2013 року. Вона стала першою жінкою, яка займала цей пост. Також у 2013—2018 роках була головою асамблеї ТРПК. Сібер стала другою після Фатьми Екеноглу жінкою, яка займала цей пост.

## Біографія

### Раннє життя
Сібель Сібер (уроджена Ададемір) народилася в Нікосії 13 грудня 1960 року. Її батько, Алтай Ададемір, був учителем початкових класів з селища Мелусейа, мати Айсель — домогосподаркою з Клавдії. У родині є ще син. Оскільки батька періодично призначали в різні школи, сім'я постійно переїжджала.
Вона жила відповідно в Ларнаці, Арсосі та Клавдії, а переїхала до Треметозії, коли їй було сім років. Пізніше вона розповість про свій головний страх у дитинстві під час подорожі, оскільки багато турецьких кіпріотів зникли безвісти, перебуваючи на дорогах, але наголошує на мирній взаємодії між двома громадами в змішаному селі Треметосія. Вона закінчила турецьку початкову школу Треметосія і вступила до турецької середньої школи для дівчат в Нікосії.
У 16-річному віці Сібель вступила на медичний факультет Стамбульського університету. На цей період припав пік політичних інцидентів за участю студентів. В 1983 році вона закінчила університет, отримавши кваліфікацію лікаря. У 1987 році Сібель завершила навчання на лікаря, що спеціалізується на внутрішніх хворобах, проходила практику в госпіталі Шішлі Етфаль. Після закінчення навчання повернулася на Кіпр і працювала деякий час у приватній клініці. У 1989 році вона отримала стипендію та вивчала лікування діабету та питання ендокринології в Університеті Вірджинії [6].
У 1983 році опублікувала в газеті з найвищим на той момент накладом, статтю, в якій критикувала систему охорони здоров'я ТРПК.
У 2015 році балотувалася в президенти ТРПК, але програла, зайнявши за кількістю набраних голосів 3-е місце після Дервіша Ероглу і Мустафи Акинджи.

### Участь у президентській кампанії TRNC 2015
Сібер запропонувала передвиборчу програму, яка забезпечить примирення протистояння на Кіпрі. Вона розглядала роль президента як важливої фігури для вирішення комунальних проблем. Вона також згадала про свій попередню посаду прем'єр-міністра, стверджуючи, що вона буде проводити ту саму політику відкритості, прозорості та довіри, яку вона проводила під час свого прем'єр-міністра. Вона подала свою кандидатуру до Вищої виборчої комісії 13 березня, а 23 березня була оголошена офіційним кандидатом від Республіканської турецької партії. У березні відбулося опитування громадської думки, в результаті 21,1% виборців сказали, що проголосують за неї.
Такі видатні члени КПТ, як прем'єр-міністр Йозкан Йорганджоглу, колишній президент Мехмет Алі Талат і колишній прем'єр-міністр Ферді Сабіт Соєр, підтримали Сібер як кандидата від партії. Усі вони були дуже впевнені, що Сібель Сібер переможе у першому турі виборів 19 квітня 2015 року. Але вона стала третьою із семи кандидатів, набравши 24 271 голос або 22,53% від загальної кількості голосів. Чинний президент Дервіш Ероглу набрав найбільше голосів: 30 328 голосів (28,15% від загальної кількості голосів), за ним слідував екс-віце-прем'єр-міністр Мустафа Акинджи з 29 030 голосами (26,94% від загальної кількості голосів).

### Особисте життя
У 1984 році вийшла заміж за уролога Ріфата Сібера, коли вона працювала волонтером у Державній лікарні Доктора Бурхана Налбантоглу після її закінчення. У них є дочка Сюмер (нар. 1985).